# Ódry Színpad
Az Ódry Színpad a Színház- és Filmművészeti Egyetem saját színháza. 1959-ben nyitotta meg kapuit Budapesten, a VIII. kerületben, a Vas utca 2/c. szám alatti épületében. Elsősorban a hallgatók gyakorló műhelye, az általuk létrehozott előadásoknak ad helyet, de más színházi és nem színházi rendezvényeket, eseményeket is tartanak a több játszóhellyel is rendelkező színházban.

## Története

### Vas utca

#### Templom, majd színház
Az épület eredetileg a gróf Teleki Pálról elnevezett Keresztyén Ifjúsági Egyesület (KIE) Nemzeti Szövetségének új székháza számára készült a Protestáns Tábori Püspökséggel közösen. Irodák, vendégszobák voltak itt és a protestáns helyőrségi templomnak is helyet adott. 1943. december 5-én avatta fel Ravasz László püspök. A másfélmillió pengőért elkészült épületet Várady-Szabó Lajos tervezte. Budapest ostroma során az imaterem súlyos károkat szenvedett, a főváros legkorszerűbb orgonájának kikiáltott hangszer pedig megsemmisült. 1950. május 16-án állami tulajdonba került az épület.
1950-ben Bányay Lajos főigazgató vezetése alatt, a Színház- és Filmművészeti Főiskola tánc- és film főtanszaka költözött az épületbe. A nagy-, vagy színházteremként használt helyiséget 1956-ban Major Tamás, a Nemzeti Színház igazgatója úgynevezett kísérleti színházzá alakította, amely a párizsi „avantgárdista” színházak budapesti változata kívánt lenni.

#### Színpad és a játszóhelyek
1958-ban Olthy Magdának, a Színház- és Filmművészeti Főiskola akkori igazgatójának kezdeményezésére, átépítették a hajdani templomot az épületben, ami addigra az intézmény székházává vált. Az Iparművészeti Főiskola belsőépítészeti tanszakának munkatársai új, a hagyományosnál mozgalmasabb, színesebb kiképzési megoldásokat alkalmaztak, könnyed díszítést választottak színben és formában egyaránt. Fával, textilanyagokkal dolgoztak — ezek biztosítják az akusztikai lehetőségeket is — részben rejtett fényekkel újszerű megvilágításról gondoskodtak, számolt be az igazgató a munkálatokról decemberben. A dohányzóban színházi és irodalmi témát feldolgozó figurális kompozíció (sgraffito) és büfépult, illetve a színház előcsarnokában is egy más témájú sgraffito került kialakításra. Az Ódry Színpad 1959. február 19-én nyílt meg. Akkoriban a Színművészeti Főiskola vizsgaelőadásait tartották benne, de egyes fővárosi színházak is igénybe vették kamarajellegű produkcióik számára. 1959 és 1962 között a Vígszínház intimebb hatású darabjait is itt mutatták be. De 1965-ig több színház is társbérletben használta. Jellegénél fogva újító, kísérletező munkáknak és különböző fesztiváloknak is otthont ad.
Az 1980-as évek végén, amikor a szomszédos D-E épülettömbbel bővült a főépület, több kisebb játszóhelyet is kialakítottak az épületen belül, valamint a Rákóczi úton levő szárnyban.
A Magyarországi Református Egyház 1993-ban visszaigényelte az ingatlant, majd ezt követően 2015-ben ajánlotta fel a Színház- és Filmművészeti Egyetem akkori rektora a Vas utcai épületet. Végül a 2020. évi LXXII. törvény alapján az oktatási intézmény részére átadásra került. Bár 2021-ben, alapítványi fenntartásúvá válása után az egyetem új vezetése úgy döntött, hogy új campusra költözik a Vas utcai tanulmányi és hivatali egység, így az épületet mégis a magyar református egyháznak adnák, a Zsinati Hivatal február 6-án állásfoglalást adott ki, hogy az a 2020-ban a Színház- és Filmművészeti Egyetem részére átadásra kerülő ingatlanok között található. Az átadási szándékot februárban egyes médiumok úgy kommunikálták, hogy a Színpadot megszüntették, ami nagy visszhangot keltett, főleg az egyetemisták körében. Szarka Gábor januári sajtótájékoztatóján azonban felhívta a figyelmet arra is, hogy az addigi főépület nagyon rossz állapotban van, de az Ódry Színpad hagyományát az átmeneti időszakban is őrzik és az új campuson is folytatják majd. A kancellár elmondta, nemrég találtak egy az SZFE előző vezetése által rendelt tanulmányt a Vas utcai campus fejlesztéséről, ennek része lett volna, hogy az Ódry Színpad színháztermét lebontják és a helyén egy sportlétesítményt hoztak volna létre.

## Játszóhelyek
- Ódry Színpad

Színházterem. 1959-től 2021-ig az egyetem Vas utcai főépületében (2/c), professzionális hang- és fénytechnikát biztosító nagyszínházi tér volt, ami nézőtére 261 fő befogadására volt alkalmas.
- Padlás kamaraterem

Az elsősorban stúdió előadások létrehozására 1991-ben kialakított háziszínpad 2021-ig a Vas utcai főépület (2/c) padlásterében volt. A játéktér elrendezésétől függően 50–70 nézőt tudott befogadni.
Az egyetem stúdió-előadásainak bemutatására is alkalmas próbatermei, kísérletező műhelyei, melyek többféle színpad-nézőtér kialakításra adnak lehetőséget:
- Várkonyi terem

2021-ig a Vas utca 2/d földszintjén (bejárat a főépületből)
- Nádasdy terem

2021-ig a Vas utcai épületkomplexum földszintjén
- Klub

2021-ig a Vas utcai főépület (2/c) alagsorában
- Hevesi terem

Az egyetem első önálló játszóhelye 1905 óta a Rákóczi út 21. (Uránia Nemzeti Filmszínház), a főiskolások ugyanis hajdan a moziban tarthatták nyilvános vizsgaelőadásaikat, Váradi Antalnak köszönhetően, aki az is elrendelte, hogy a növendékek minden héten játsszanak. A főiskola és a mozi kapcsolata később is megmaradt és az 1970-es években is működött itt kamaraterem.
Az Ódry Színpad Hevesi Sándorról elnevezett terme a Rákóczi úti épület 1. emeletén kapott helyet.